# Diplazium ambiguum
Diplazium ambiguum är en majbräkenväxtart som beskrevs av Giuseppe Raddi.
Diplazium ambiguum ingår i släktet Diplazium och familjen Athyriaceae. Utöver nominatformen finns också underarten Diplazium ambiguum dissectum.